# Nombre de Dios (Colón)
Nombre de Dios (português: "Nome de Deus") é uma cidade e corregimiento no distrito de Santa Isabel, na província de Colón, Panamá. Fundada como colônia espanhola em 1510 por Diego de Nicuesa, foi um dos primeiros assentamentos europeus no Istmo do Panamá. A partir de 2010, tinha uma população de 1.130 pessoas.
A cidade foi fundada em 1510 por Diego de Nicuesa como uma colônia espanhola, chamando seu Nombre de Dios. Ele foi um dos primeiros europeus no Istmo do Panamá e assentamentos nas Américas. Ele foi o primeiro porto no continente da frota indiana. Para se conectar a Filipinos rota de comércio uma estrada de pedra cerca de 80 km, que passou de Nombre de Dios para Cidade do Panamá, e na costa do pacífico foi construída.
No século XVII, a frota indiana mudou o nome de Deus pela cidade próxima de Portobelo. Atualmente, pertence ao distrito de Santa Isabel.